# 米开依·杨珀斯基
米哈伊尔 • 杨珀斯基 (俄语：Михаил Бениаминович Ямпольский) 现为纽约大学比较文学系教授，以及俄罗斯和斯拉夫语系教授。此前也曾授课于哈佛大学、洛桑大学及莫斯科国家电影学院 （页面存档备份，存于）。其本科就读于莫斯科师范学院（Moscow Pedagogical Institute），后进入俄罗斯教育科学学院（Russian Academy of Pedagogical Sciences）攻读法国哲学并于1977获博士学位。

## 主要研究领域
- 斯拉夫文学与电影，视觉表现理论，文化中的身体论述等。

## 代表作品
- 《提瑞西阿斯的记忆》（Memory of Tiresias）,  加州大学出版社, 1998；
- 《作为源泉的遗忘》（ Amnesia as a Source）,  莫斯科, 1997；
- 《恶魔与迷宫》（Daemon and Labyrinth）,  莫斯科，1996；
- 《巴比伦塔/巴比伦塔》（Babel/Babel），与 A. Zholkovsky 同著，莫斯科La Carte Blanche出版社，1994；
- 《看得见的世界》（Visible World），莫斯科, 1993；
- 《提瑞西阿斯的记忆》（Tiresias Memory 的俄文版本），莫斯科Ad Maginem出版社. 1993.